# Twenty20 Cup 2008
Der Twenty20 Cup 2008 war die vierte Saison der englischen Twenty20-Meisterschaft. Sieger waren die Middlesex Crusaders, die sich im Finale mit 3 Runs gegen die Kent Spitfires durchsetzten.

## Gruppenphase

### Midlands/Wales/West Division
Tabelle
| Midlands/Wales/West Division | Sp. | S | N | U | NR | P  | NRR    |
| ---------------------------- | --- | - | - | - | -- | -- | ------ |
| Warwickshire Bears           | 10  | 6 | 1 | 1 | 2  | 15 | +0.694 |
| Northamptonshire Steelbacks  | 10  | 6 | 3 | 0 | 1  | 13 | +0.431 |
| Glamorgan Dragons            | 10  | 3 | 3 | 0 | 4  | 10 | −0.176 |
| Somerset Sabres              | 10  | 3 | 4 | 0 | 3  | 9  | +0.313 |
| Worcestershire Royals        | 10  | 3 | 6 | 0 | 1  | 7  | −0.488 |
| Gloucestershire Gladiators   | 10  | 1 | 5 | 1 | 3  | 6  | −0.931 |

### North Division
Tabelle
| North Division          | Sp. | S | N | U | NR | P  | NRR    |
| ----------------------- | --- | - | - | - | -- | -- | ------ |
| Durham Dynamos          | 10  | 6 | 1 | 1 | 2  | 15 | +0.984 |
| Lancashire Lightning    | 10  | 6 | 3 | 0 | 1  | 13 | +0.921 |
| Yorkshire Carnegie      | 10  | 5 | 3 | 1 | 1  | 12 | −0.312 |
| Nottinghamshire Outlaws | 10  | 4 | 5 | 0 | 1  | 9  | +0.027 |
| Derbyshire Phantoms     | 10  | 3 | 7 | 0 | 0  | 6  | −0.421 |
| Leicestershire Foxes    | 10  | 2 | 7 | 0 | 1  | 5  | −0.893 |

### South Division
Tabelle
| South Division      | Sp. | S | N | U | NR | P  | NRR    |
| ------------------- | --- | - | - | - | -- | -- | ------ |
| Middlesex Crusaders | 10  | 8 | 2 | 0 | 0  | 16 | +0.732 |
| Essex Eagles        | 10  | 6 | 3 | 1 | 0  | 13 | +0.937 |
| Kent Spitfires      | 10  | 6 | 4 | 0 | 0  | 12 | +0.640 |
| Hampshire Hawks     | 10  | 5 | 4 | 1 | 0  | 11 | −0.505 |
| Sussex Sharks       | 10  | 2 | 8 | 0 | 0  | 4  | −0.876 |
| Surrey Brown Caps   | 10  | 2 | 8 | 0 | 0  | 4  | −0.905 |

## Playoffs

### Viertelfinale
| 7. Juli Scorecard | Chester-le-Street | Durham Dynamos | – | Yorkshire Carnegie |
|                   |                   | Spiel abgesagt |   |                    |

Der ECB erhielt kurz vor dem Spiel Nachricht, dass Yorkshire im letzten Gruppenspiel gegen Nottingham mit Azeem Rafiq einen nicht berechtigten Spieler eingesetzt hat und sagte das Viertelfinale ab. Am 10. Juli wurde Yorkshire disqualifiziert. Durham spielte daher ein Viertelfinale gegen Glamorgan.
| 7. Juli Scorecard | Chelmsford | Essex Eagles 192-9 (20)                | – | Northamptonshire Steelbacks 115-7 (18/18) |
|                   |            | Essex gewinnt mit 59 Runs (D/L method) |   |                                           |

| 8. Juli Scorecard | London (The Oval) | Middlesex Crusaders 176-7 (20) | – | Lancashire Lightning 164-8 (20) |
|                   |                   | Middlesex gewinnt mit 12 Runs  |   |                                 |

| 9–10. Juli Scorecard | Hove | Kent Spitfires 175-6 (20) | – | Warwickshire Bears 133-8 (20) |
|                      |      | Kent gewinnt mit 42 Runs  |   |                               |

| 22. Juli Scorecard | Chester-le-Street | Durham Dynamos 163-8 (20)  | – | Middlesex Crusaders 119 (17.4) |
|                    |                   | Durham gewinnt mit 44 Runs |   |                                |

### Halbfinale
| 26. Juli Scorecard | Southampton | Kent Spitfires 173-7 (20) | – | Essex Eagles 159-8 (20) |
|                    |             | Kent gewinnt mit 14 Runs  |   |                         |

| 26. Juli Scorecard | Southampton | Durham Dynamos 138-6 (20)       | – | Glamorgan Dragons 141-2 (15.4) |
|                    |             | Middlesex gewinnt mit 8 Wickets |   |                                |

### Finale
| 26. Juli Scorecard | Southampton | Middlesex Crusaders 187-6 (20) | – | Kent Spitfires 184-5 (20) |
|                    |             | Middlesex gewinnt mit 3 Runs   |   |                           |